# Giordano Bruno (pel·lícula)
Giordano Bruno és una pel·lícula italiana del 1973 dirigida per Giuliano Montaldo.Fou produïda per Carlo Ponti. Ha estat doblada al català.

## Trama
La pel·lícula relata els últims anys de la vida del filòsof Giordano Bruno, des del 1592 fins a la seva mort el 1600.
Comença a Venècia amb una processó commemorativa de la batalla de Lepant de la qual Giordano Bruno s'inspira per condemnar l'ús de la violència per part de la religió. Giovanni Francesco Mocenigo, que l'acull per aprendre d'ell els secrets de l'art de la memòria i la màgia, s'espanta pel seu inconformisme vorejant el subversiu i, seguint els consells del seu confessor, el denuncia a la Inquisició veneciana.
Després d'haver vestit l'hàbit dominicà, Giordano Bruno s'enfronta als interrogatoris: el judici venecià sembla que ha d'acabar ràpidament, també perquè Bruno, davant el perill d'una possible extradició al Sant Ofici de Roma, sembla disposat a retractar-se, a recuperar la llibertat i a poder "tornar a pensar", com ell mateix confia a la seva cel·la al germà Celestino da Verona, un frare caputxí que era el seu company de presó. El seu moviment, però, no obté l'efecte desitjat: malgrat les reticències del Patriarca de Venècia Lorenzo Priuli, el Senat de Venècia, per raons de conveniència política, decideix acceptar la sol·licitud d'extradició formulada pel Sant Ofici. El procés, per tant, torna a començar.
Davant dels inquisidors romans, que l'acusen de diverses declaracions herètiques, Bruno nega rotundament qualsevol acusació, i afirma haver-se interessat sempre i només per la filosofia, mai per la teologia: sotmès a tortura, no admet cap de les heretgies de que se li acusava i es va limitar a respondre: “Només parlaré amb Climent VIII”.
La seva conducta processal posa de manifest les diferències entre els jutges romans sobre el tractament que se li ha de reservar: si el Cardenal Giulio Antonio Santori és certament partidari de la línia dura, i vol una condemna clara ràpidament que condueixi Bruno a l'estaca, el cardenal Bellarmino s'inclina cap a una conducta processal més suau, que tingui en compte la talla intel·lectual i cultural de l'acusat i l'indueix a l'Acte d'abjuració i a la reconciliació amb l'Església Catòlica. Davant d'aquesta escissió, el papa Climent VIII resulta indecis, encara que sembla més inclinat a donar suport a la moderació de Belarmino. Bruno manté una llarga conversa amb ell, que però no resol la situació.
Mentrestant, la seva posició de judici empitjora: se li fan noves acusacions per part de Celestino da Verona que havia estat el seu company de presó a Venècia i que ara també es troba empresonat i investigat a Roma. Al final, els jutges li demanen que abjuri vuit proposicions que consideren herètiques, les mateixes que ell havia dit que estava disposat a abjurar a Venècia, i li concedeixin quaranta dies per reflexionar.
Un cop transcorregut aquest temps, Bruno torna a comparèixer davant d'ells: preguntat què té a dir respecte a la proposta del Sant Ofici, només admet la culpa d'haver comès la ingenuïtat de "demanar als qui tenen poder reformar el poder". La seva resposta definitiva és clara: a nivell d'idees, no té res a abjurar ni a negar; els seus únics errors es troben a nivell operatiu, ja que Bruno va utilitzar sistemes equivocats per transmetre les seves idees. És una posició que porta inexorablement a la condemna.
El 8 de febrer de 1600, a la casa del cardenal Madruzzi, es va llegir solemnement la sentència, que decretava l'excomunió per a Bruno, la degradació de les ordres sagrades majors i menors i el lliurament al braç secular: mentre es llegeix la sentència, Bruno , mirant els seus jutges a la cara un per un, els diu suaument: "Teniu més por vosaltres". Segueix l'últim acte: a l'alba del 17 de febrer de 1600, "amb la llengua enmorrionada", és a dir, tancada en un morrió que li impedeix parlar, Giordano Bruno és portat al Campo de' Fiori i allà es cremat.

## Repartiment
- Gian Maria Volontè : Giordano Bruno
- Hans-Christian Blech : cardenal Sartori
- Charlotte Rampling : Fosca
- Mathieu Carrière : Orsini
- Renato Scarpa : germà Tragagliolo
- Mark Burns : Bellarmino
- Giuseppe Maffioli : Arsenalotto
- Corrado Gaipa : confessor de Mocenigo
- Massimo Foschi : Fra Celestino

## Producció
La pel·lícula és el retrat integral d'una víctima del poder, en una societat que encara considerava herètica i blasfema la hipòtesi de la distinció entre fe i ciència. Cal destacar un intens i inoblidable Gian Maria Volonté, i una reconstrucció visual de Venècia a partir del clarobscur dels grans pintors del segle XVI, potenciat per la fotografia de Vittorio Storaro i la música d'Ennio Morricone.
Filmat per Giuliano Montaldo immediatament després de Sacco e Vanzetti, la pel·lícula tenta conciliar el seu valor ideològic amb les necessitats de l'espectacularitat. Giordano Bruno apareix a la pel·lícula com un home atractiu, mentre que per fonts biogràfiques i autobiogràfiques sabem que el filòsof nolà era de poca estatura i tenia un aspecte miserable.